# Ax 3 Domaines
Ax 3 Domaines, antigament anomenada «Ax-Bonascre», és una estació d'esports d'hivern dels Pirineus situada al departament de l'Arieja, 8 quilòmetres del municipi d'Acs, la part alta de al vall d'Acs, al curs alt del riu Arieja. Se situa a 30 quilòmetres de la frontera amb Andorra i en sentit opostat a la mateixa distància de Tarascon d'Arieja i 120 de Tolosa.
L'accés a l'estació es pot fer per tres vies diferents, per la RN-20 des de Tarascon a l'Espitalet; per la RD-613 a través del coll del Shiular des de Prades; finalment encara des del coll de Palhèras des de Mijanes i les gorges del riu Aude.
Es va crear el desembre de 1955 i el 2008 era l'estació situada en el lloc número 9 dels Pirineus a França en número de negoci. Es tracta d'una estació d'esquí alpí, amb 29 pistes repartides en tres dominis esquiables, Bonascre a baixa alçada, Saquet, a mitjana alçada i Campèls a alta alçada, en total són 80 quilòmetres de pistes ben protegides i senyalitzades. També hi ha una pista d'esquí de fons oberta el 2009. També compta amb 152 canons de neu artifical per evitar les onades climàtiques càlides. Des de l'hivern de 2002 l'estació és unida a Acs a través d'un telecabina de setze places.
Des de 2004, en cooperació amb el municipi d'Acs i els altres municipis, es va crear una societat mixta privada, la SAVASEM (Ski alpin des vallées d'Ax, Société d'économie mixte) gestiona Ax 3 Domaines així com l'estació d'Ascon-Palhèras. També col·labora amb les estacions d'esquí de fons del Coll del Shiular i del Plan de Belha. També es va signar un acord amb l'estació de Grandvalira, a Andorra.
La bona marxa econòmica ha permès als directius de l'estació a invertir en noves infraestructures el 2006 i 2007. Aquest dinamisme s'ha accentuat pels passos regulars del Tour de França, en 2001, 2003, 2005, 2010 i 2013 de la Ruta del Sud el 2002 i 2006, i en menys mesura la Ronda de l'Isard d'Ariège el 2010.
L'estació no es limita al pràctica dels esports d'hivern, ja que també obre a l'estiu amb activitats com l'excursinisme i la btt.

## Toponímia
«Ax-3 Domaines» és la denominació recent de l'estació, abans del 2001 s'anomenava «Ax-Bonascre», Bonascre era des de mitjans dels anys 1970 el domini més accessible i equipat de l'estació.
«Ax» fa referència al municipi d'Acs on se situa l'estació, que prové de l'occità «Acqs» que, prové etimològicament del llatí aquæ, aigües o aquis, a les aigües.
Els «3 Domaines» són els tres dominis esquiables de l'estació: Bonascre, del Saquet i Campèls.

## Geografia

### Situació i relleu
El poble d'Acs es troba als Pirineus, a prop d'Andorra, a la confluència de l'Orièja i de l'Arieja i la Lausa. L'estació se situa a 8 quilòmetres al sud-oest del nucli urbà, a les muntanyes.

#### Relleu de l'estació

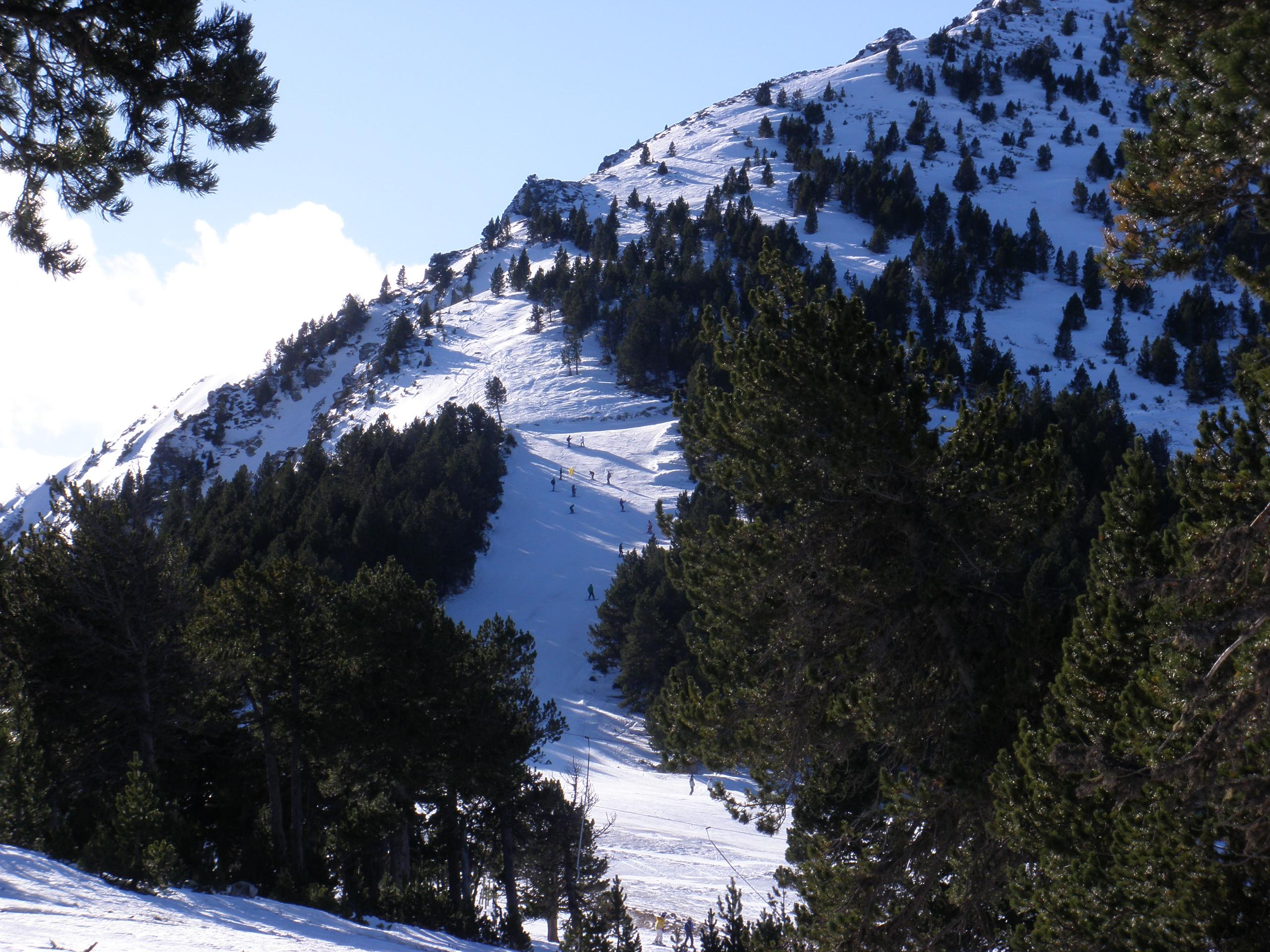
Les pistes del domini del Saquet, enmig d'avets

L'altiplà de Bonascre, que pertany a Acs, se situa a 1390 metres. És un altiplà d'un quilòmetre de llargada i una amplada de 450 metres.
El domini de Bonascre, primer dels tres que constitueixen l'estació, se situa entre 1400 i 2000 metres. Se situa als boscos de la Cremada i de Manselha, que pertanyen als boscos comunals d'Acs.
El domini del Saquet és més alt, entre 1.800 i 2.300 metres d'altitud. Cobreix el bosc de la Griòla i a l'oest és delimitat per la vall de Savinhac i a l'est per Mansèdra (forma occitana a verificar), Bisòrna (forma occitana a verificar) i els Capelhòts, que baixen cap a la cascada d'Escalelhas i al riu Arieja, on trobem la RN-20 que porta a Merens i l'Espitalet. Al sud, arriba fins al lloc dels Campèls.
El domini dels Campèls és el més alt, entre 1700 i 2400. Roman tancat en gran part pel pic de la Tuta de l'Ors 2254,7 metres). Aquest pic, no és pas el punt més alt de l'estació, ja que el trobem una mica més al sud, a la Collada de les Llebres de 2305 metres. Els Campèls s'estenen cap a dos coms, el Carrog de 1871, i el de Savis, a 1958 metres. Aquest darrer, és una mica isolat respecte de la resta de l'estació.

#### Relleus dels voltants

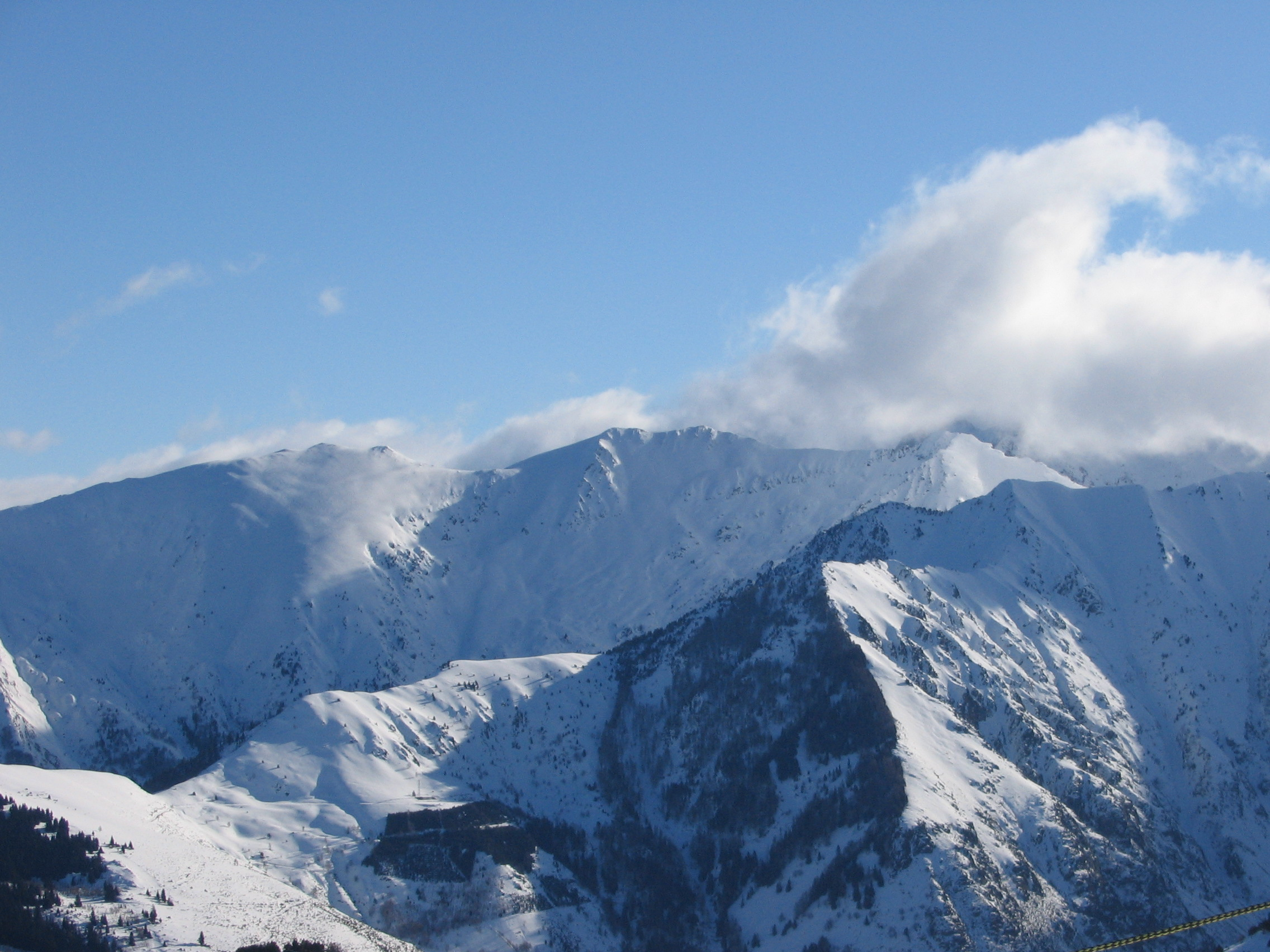
Els massissos que volten Ax 3 Domaines

Al nord-oest, es pot trobar el Signal del Coll del Shiular a 1507 metres. Al nord-est hi ha el port de Palhèras de 2001 metres. A l'est, s'hi troba el pic de Brasselh o Dent d'Orlun de 2222 metres, i el pic de Roca Roja de 2321 metres. Al sud, el pic de Rulhe, el punt més elevat dels voltants amb 2783 metres, que es pot veure en segon terme, com la majoria de pics culminants d'Andorra, que són a una vintena de quilòmetres en línia recta. Al sud-est hi ha el pic dels Estanhòls de 2350 metres i sobretot el pic de Cimet de 2423. Al sud-oest, el pic d'Espalhat que culmina a 2263 metres. Finalment, a l'ouest, hi ha el cim de Borboron de 2021 metres. El domini esquiable de pla de Bèlha (a 1800 metres d'altitud) és una mica allunyat.

## Tour de França
El Tour de França ha tingut cinc finals d'etapa en aquesta estació d'esquí amb el palmarès següent: 
- 2001:  Félix Cárdenas
- 2003:  Carlos Sastre
- 2005:  Georg Totschnig
- 2010:  Christophe Riblon
- 2013:  Christopher Froome